# Charles Bonnet (orientaliste)
Pour les articles homonymes, voir Bonnet et Charles Bonnet.
 (avril 2021).
Si vous disposez d'ouvrages ou d'articles de référence ou si vous connaissez des sites web de qualité traitant du thème abordé ici, merci de compléter l'article en donnant les références utiles à sa vérifiabilité et en les liant à la section « Notes et références ».
Charles Bonnet, né à Satigny le 15 mars 1933, est un archéologue suisse,,.

## Biographie

### Famille et formation
Charles Bonnet est issu d'une famille de viticulteurs. Intéressé depuis son enfance par l'archéologie, il commence par étudier l'agriculture et la viticulture pour assurer sa base de vie, sur le conseil de son père. En 1954, son diplôme de l'école d'agriculture en poche, il part en Amérique latine pour un an. Il visite de nombreux sites archéologiques et participe à des fouilles. À son retour, il prend la direction du domaine familial qu'il confiera trente ans plus tard à son fils afin de se consacrer entièrement à l'archéologie. De 1961 à 1965, tout en travaillant dans son domaine, il étudie l'égyptologie au Centre d'études orientales de l'université de Genève.

### Archéologie européenne
Archéologue cantonal adjoint de 1972 à 1980, puis archéologue cantonal de Genève, de 1980 à 1998, il dirige les fouilles de nombreuses églises rurales (Saint-Jean, Russin, Collonge, Peissy, Hermance, Sézegnin, Satigny, Jussy, etc.), de la Madeleine, le port antique et de la cathédrale Saint-Pierre de Genève. 
Depuis 1972, il dirige les fouilles de la cathédrale et de l'ensemble monumental de Saint Ours à Aoste ; de 1989 à 1991, celles du baptistère de la cathédrale de Nevers.
Il participe à de nombreuses commissions suisses, françaises et européennes (commission des monuments et des sites de Genève, commission fédérale des monuments historiques, conseil de la recherche du Fonds national suisse, directoire de l’École suisse d'archéologie en Grèce, comité directeur pour les politiques urbaines et le patrimoine architectural (CDUP) du Conseil de l'Europe, commission des Biens Culturels de la vallée d'Aoste, comité scientifique du centre de recherches archéologiques, Paris, (CNRS), conseil national de la recherche archéologique à Paris, comité scientifique international des fouilles et travaux de l'abbaye de Cluny, fondation d’utilité publique Cathédrale Notre-Dame de Tournai, etc.). 
Il a été expert du programme national de recherche no 16 « Méthodes de conservation des biens culturels », vice-président de l'Association pour l'Antiquité tardive de 1990 à 2005, et de la Commission fédérale des monuments historiques de 1993 à 1996. 
De 1976 à 2014, il participe aux travaux du groupe de recherches Topographie chrétienne des cités de la Gaule, des origines au milieu du VIIIe siècle. 

### Enseignement et recherche
Chargé d'enseignement d'archéologie médiévale à l'université de Genève à partir de 1972, il obtient, en 1975, le diplôme de docteur ès lettres (archéologie médiévale) à l'université Lumière-Lyon-II. Chargé de cours au département d'histoire de l'art et de musicologie de la faculté des lettres de Genève en 1982, il y est nommé professeur associé en 1988. 
Il est reçu au Collège de France comme professeur invité en 1985. 
Il a donné de nombreuses conférences et séminaires dans les universités d'Aix-en-Provence, Berne, Fribourg, Grenoble, Khartoum, Lille, Lyon, Paris-Sorbonne, Rome, Rouen, Toulouse, Turin, Tournai, Barcelone, Harvard, New York, etc.
Depuis 1989, il est membre du curatorium de l'Institut suisse de recherches architecturales et archéologiques de l'ancienne Égypte, Le Caire (Fondation Borchardt) et, de 1998 à 2013, il préside la commission scientifique de la Fondation Suisse-Liechtenstein pour la recherche archéologique à l'étranger.
Il a été successivement membre de l'URA 1275 du CNRS « Habitats et sociétés urbaines en Égypte et au Soudan (IVe et Ier millénaires) » à l'université Charles-de-Gaulle - Lille 3, de la FRE 2563 du CNRS « Les Institutions dans l'Égypte ancienne » à l'université Paris IV, de l’UMR 8152 du CNRS « État, religion et société dans l'Égypte ancienne et en Nubie », et membre de la composante « Mondes pharaoniques » de l'UMR 8167 du CNRS Orient et Méditerranée.

### Activités archéologiques

#### En Égypte
De 1965 à 1976, il a participé aux fouilles de l'Institut français d'archéologie orientale en Égypte, aux Kellia, à Karnak et à Deir el-Médineh ; de 1993 à 1997, il partage la direction, avec Dominique Valbelle, professeur à la Sorbonne, de la mission franco-suisse des universités de Lille et Genève sur le site de Sérabit el-Khadim au Sinaï. De 1997 à 2001, il dirige, en collaboration avec l'inspectorat du Nord-Sinaï (CSA) les fouilles de Péluse-Tell el-Makhzan.

#### Au Soudan
De 1965 à 1976, il participe comme field director à la mission de l'université de Genève à Tabo. Puis, en 1977, il crée, à la demande du directeur du service des antiquités du Soudan la mission archéologique de l'université de Genève à Kerma.
En 1990, il organise, à Genève le VIIe congrès international des études nubiennes et l'exposition « Kerma, royaume de Nubie » au musée d'Art et d'Histoire.
De 1990 à 1994, il est vice-président de la Société internationale des études nubiennes, puis en devient président de 1994 à 1998.
De 1998 à 2012, il codirige le chantier avec Matthieu Honegger, professeur à l'université de Neuchâtel.
Depuis 2013, à la demande de la National Corporation for Antiquities and Museums il codirige, avec Dominique Valbelle, professeur à la Sorbonne, et Abdel-Rahman Ali Mohamed, directeur de la NCAM, la mission suisse-franco-soudanaise de Kerma-Doukki Gel. 
Il est actuellement membre du comité scientifique du Qatar Soudan Archaeological Project.

### Distinctions
- Prix de la Ville de Genève, Sciences humaines
- Prix de la Fondation Louis de Clercq de l'Académie des inscriptions et belles-lettres en 1997
- Prix de la Fondation pour Genève en 2013[7]
- Médailles (Collège de France ; Casimir Michakowski, Varsovie ; Ville de Nevers ; Centro Ricerche sul Deserto Orientale de Milan ; Médaille d'argent Promotion Président René Monory, Institut de France, Académie des inscriptions et belles-lettres, sixième centenaire du rattachement du Dauphiné à la France. Académie Delphinale ; ville de Toulouse ; université de Monte Cassino ; université Paris-Sorbonne ; commune de Thaon ; Musée d'art et d'histoire, Genève).
- Membre du Foreign Honorary Member of the Archaeological Institute of America, Boston, États-Unis depuis 1997
- Membre correspondant de l’Institut allemand d’archéologie depuis 2002
- Docteur honoris causa de plusieurs universités : université de Khartoum en 1992, université catholique de Louvain en 1997, université de Dongola-Karima en 2004, université Paris-Sorbonne en 2006
- Membre correspondant, puis associé étranger de l'Académie des inscriptions et belles-lettres de Paris en 1997

## Publications
Charles Bonnet est l'auteur de très nombreux articles, chapitres d'ouvrages, contributions à des catalogues d'expositions, à des dictionnaires et de multiples communications dans des conférences internationales.
- Les Premiers Édifices chrétiens de la Madeleine à Genève, Société d'histoire et d'archéologie, Genève, 1977
- Kerma, Territoire et métropole, Le Caire, Institut français d'archéologie orientale, coll. « BiGen », 1986
- Kerma, royaume de Nubie (dir.), Genève, 1990
- Études nubiennes I-II, actes du VIIe congrès des études nubiennes 3-8 septembre 1990, Genève, 1992
- Édifices et rites funéraires à Kerma, Errance, Paris, 2000
- Le Temple principal de la ville de Kerma et son quartier religieux, Paris Errance, 2004
- La Ville nubienne de Kerma, Lausanne, Éditions Favre, 2014
- Les pharaons noirs, Lausanne, Éditions Favre, 2024

### En collaboration
- avec Dominique Valbelle, Le Sanctuaire d'Hathor, maîtresse de la turquoise, Sérabit el-Khadim au Moyen Empire, Paris, Picard, 1996
- avec Dominique Valbelle (éd.), Le Sinaï durant l'antiquité et le Moyen Âge, 4000 ans d'histoire pour un désert, actes du colloque tenu à l'Unesco en septembre 1997, Paris, Errance, 1998
- avec Dominique Valbelle, Des pharaons venus d’Afrique, Citadelles et Mazenod, Paris, 2005 ; The Nubian Pharaohs, The American University in Cairo Press, 2005 ; Pharaonen aus dem schwarzen Afrika, Verlag Philipp von Zabern, 2006
- avec Alain Peillex, Les Fouilles de la cathédrale Saint-Pierre de Genève I, Le Centre urbain de la protohistoire jusqu'au début de la christianisation ; II, Les Édifices chrétiens et le groupe épiscopal, Société d'histoire et d'archéologie, Genève, 2009-2012
- avec Michèle Gaillard (université de Lille), « Autour de l’organisation du  baptistère de Genève au début du VIe siècle : réflexions et hypothèses à propos de la liturgie du baptême », dans La Mémoire des pierres. Mélanges d'archéologie, d'art et d'histoire en l’honneur de Christian Sapin, sous la direction de Sylvie Balcon-Berry, Brigitte Boissavit-Camus et Pascale Chevalier, Turnhout, Brepols, 2016, p. 231-240, Bibliothèque de l’Antiquité Tardive, 29
- avec Dominique Valbelle, Les Temples égyptiens de Panébès, Le Jujubier, à Doukki Gel, Soudan, éd. Khéops, 2018
- avec Michèle Gaillard, « Les aménagements liturgiques des cathédrales de Genève, du Ve au IXe siècle : étude chronologique comparative », Antiquité tardive, 27, 2019, p. 303-320.
- avec Dominique Valbelle et Séverine Marchi, Le jujubier : Le jujubier, ville sacrée des pharaons noirs, éd. Khéops, 2021
- avec la collaboration de Michèle Gaillard, Satigny. Étude archéologique et histoire d'une des plus anciennes églises du canton de Genève, Lausanne, éditions Favre, 2022.